# .mg
.mg е интернет домейн от първо ниво за Мадагаскар. Представен е през 1995. Поддържа се и се администрира от Network Information Center Madagascar

## Второ ниво домейни
- .org.mg: организации
- .nom.mg: частни лица
- .gov.mg: правителствени институции
- .prd.mg: изследователски програми или проекти
- .tm.mg: запазени марки
- .edu.mg: образователни институции
- .mil.mg: военни институции
- .com.mg: комерсиални цели (неограничена регистрация)